# Hydromys ziegleri
Hydromys ziegleri е вид бозайник от семейство Мишкови (Muridae).

## Разпространение
Видът е разпространен в Папуа Нова Гвинея.